# Куга из 664.
Куга из 664. је била епидемија која је захватила Британију и Ирску 664. године нове ере, током прве забележене пандемије куге. Била је то прва забележена епидемија у историји Енглеске и поклопила се са помрачењем Сунца. Каснији извори су је сматрали „Жутом кугом из 664.“ и наводило се да је трајала двадесет или двадесет пет година, узрокујући бројне смртне случајеве, проблеме у друштву и напуштање религије. Болест која је погодила популцију Британије била је вероватно куга – део Прве пандемије куге – или алтернативно велике богиње.
Према Адомнану од Ионе, савременом ирском опату и свецу, куга је захватила широки простор Британије, изузев великог подручја у модерној Шкотској. Адомнан је кугу сматрао божанском казном за грехе, и веровао је да су Пикти и Ирци који су живели у северној Великој Британији поштеђени од куге захваљујући заштити Светог Колумбе који је тамо основао манастире. Адомнан је лично ходао међу жртвама куге и тврдио да се ни он ни његови сапутници нису разболели.